# Karl-Heinz Günther (Schriftsteller)
Karl-Heinz Günther, Pseudonym C. H. Guenter (* 24. März 1924 bei Nürnberg; † 5. Juni 2005 in Herrsching am Ammersee), war ein deutscher Schriftsteller und Autor von Kriminalromanen.

## Leben
Günther besuchte das Gymnasium in Nürnberg und absolvierte das Kriegsabitur. 1942 wurde er zur Marine eingezogen und diente ab 1943 unter anderem der U-Boot-Waffe als Seeoffizier. Sein großer autobiographischer Roman Die Noris-Banditen (2005), BLITZ-Verlag, behandelt diese Jahre.
Nach dem Krieg begann Günther für den Erich-Pabel-Verlag in Rastatt zu schreiben. Er erfand 1959 den legendären New Yorker Privatdetektiv „Kommissar X“ (KX), ein Konkurrenzprodukt zum New Yorker FBI-Mitarbeiter, dem 'G-man' „Jerry Cotton“ vom Bastei-Verlag. Für die Kriminalserie mit KX schrieb Günther als „Bert F. Island“ zwischen 1959 und 1966 achtundfünfzig Heftromane und 51 Taschenbücher. Drei dieser Taschenbücher wurden ins Französische, eins ins Italienische und eins ins Rumänische übersetzt. Die Reihe lief über 34 Jahre, da sie von diversen anderen Autoren bis zu ihrer Einstellung im Jahre 1992 weitergeführt wurde.
Günther wurde gebeten, ein Drehbuch für den „Erzrivalen“ Jerry Cotton aufzubessern.
Zwischen 1965 und 1992, also immerhin auch 28 Jahre lang, verfasste er als „C.H. Guenter“ 314 Taschenbuch-Romane für die Spionageserie um den BND-Agenten Robert (Bob) Urban alias „Mister Dynamit“ (MD), die ursprünglich auch im Pabel-Verlag herauskam. Seinerzeit unveröffentlichte Manuskripte wurden anschließend teilweise im Oerindur-Verlag bzw. BLITZ-Verlag (von 2001 bis 2005) weitergeführt (bisher 5 Stück; 4 Stück sind noch nicht veröffentlicht). Einige der Romane wurden auch ins Englische, Spanische, Italienische und Türkische übersetzt. Sieben Romane erschienen sogar in den USA.
In seinen letzten Lebensjahren schrieb C.H. Guenter U-Boot-Romane für den Ullstein Verlag, die ebenfalls erfolgreich waren. Einige Werke Günthers wurden unter seinem Pseudonym C. H. Guenter von Josef J. Preyer im Oerindur Verlag veröffentlicht.

## Bibliografie

### Sonderausgaben
- Drei gelbe Katzen: 40 Jahre Kommissar X „Jo Walker“, Roman und Hintergrund (1999, Oerindur Verlag, ISBN 3-9500580-4-4), enthält die „Kommissar X“ Bibliographie der Reihe (Heftromane und Taschenbücher) von C.H. Guenter
- Der Mann aus dem Nichts: Kommissar X Kult-Krimi und Hintergrund (2000, Oerindur Verlag, ISBN 3-9500580-5-2), enthält die Mister Dynamit-Liste aller Taschenbücher dieser Reihe; alleiniger Autor C.H. Guenter

### Weitere Werke
Romane von C.H. Guenter (in Erstauflage), die nicht von Kommissar X und Mister Dynamit handeln:
- Begegnung im Niemandsland (Heftroman Nr. 176) aus der Reihe 'Der Landser' (1961, Pabel Verlag, unter Pseudonym: Günther Kahá; Roman findet sich auch in 'Die Noris-Banditen' – siehe unten)
- Liebe so kalt wie der Tod (gebundene Ausgabe) (1979, Moewig-Verlag, ISBN 3-8118-6816-0)
- Einsatz im Atlantik/Das letzte U-Boot nach Avalon I (1996, Ullstein-Verlag, ISBN 3-548-23925-0)
- U-136 in geheimer Mission/Das letzte U-Boot nach Avalon II (1996, Ullstein-Verlag, ISBN 3-548-23926-9)
- Kriegslogger-29 (1997, Ullstein-Verlag, ISBN 3-548-24304-5)
- Der TITANIC-Irrtum (1998, Ullstein-Verlag, ISBN 3-548-24471-8)
- Duell der Admirale (1998, Ullstein-Verlag, ISBN 3-548-24636-2)
- Der schwarze Baron (1999, Ullstein-Verlag – 3548245048)
- Atlantik-Liner (1999, Ullstein-Verlag, ISBN 3-548-24609-5)
- Das Otranto-Desaster (1999, Ullstein-Verlag, ISBN 3-548-24728-8)
- U-Kreuzer NOWGOROD (2000, Ullstein-Verlag, ISBN 3-548-26128-0)
- Geheimauftrag für Flugschiff DO-X (2000, Ullstein-Verlag, ISBN 3-548-25079-3)
- U-136 Flucht ins Abendrot (2001, Ullstein-Verlag, ISBN 3-548-25207-9)
- Das Santa-Lucia-Rätsel (2002, Ullstein-Verlag, ISBN 3-548-25334-2)
- U-Z jagt Cruisenstern (2002, Ullstein-Verlag, ISBN 3-548-25440-3)
- Die Hure von Tirol (2002, Oerindur-Verlag, ISBN 3-9500580-9-5)
- U-Boot unter schwarzer Flagge (2003, Ullstein-Verlag, ISBN 3-548-25647-3)
- U-77: Gegen den Rest der Welt (2003, Ullstein-Verlag, ISBN 3-548-25727-5)
- U-XXI: Die erste Feindfahrt war die letzte (2003, Ullstein-Verlag, ISBN 3-548-25769-0)
- Herr der Ozeane: U-500 (2004, Ullstein-Verlag, ISBN 3-548-25909-X)
- U-Boot-Einsatz in der Todeszone (2005, Ullstein-Verlag, ISBN 3-548-26136-1)
- U-Boot Laurin antwortet nicht (2005, Ullstein-Verlag, ISBN 3-548-26278-3)
- Die Noris-Banditen (2005, BLITZ-Verlag, ISBN 3-89840-267-3, 2005, Oerindur-Verlag, ISBN 3-902291-18-4, 2005), enthält auch den Mister Dynamit-Roman Der Alexandria-Irrtum (wäre bei Pabel Nr. 673 gewesen)
- U-Boot auf heißer Spur (Roman sollte im Februar 2006 im Ullstein-Verlag erscheinen, ist aber noch nicht veröffentlicht worden, da er wahrscheinlich unvollendet blieb. Wenn er erscheint, erhält er die ISBN 3-548-26405-0)

## Verfilmungen
Folgende Bücher von C.H. Guenters Schöpfungen „Kommissar X“ und „Mister Dynamit“ wurden auch verfilmt:
- Kommissar X – Jagd auf Unbekannt (1965) (Vorlage nicht von C.H. Guenter)
- Kommissar X – Drei gelbe Katzen (1966) (nach dem Pabel-Heftroman Nr. 73 von C.H. Guenter)
- Kommissar X – In den Klauen des goldenen Drachen (1966) (Vorlage nicht von C.H. Guenter)
- Kommissar X – Drei grüne Hunde (1967) (nach dem Pabel-Heftroman Nr. 193 von C.H. Guenter)
- Kommissar X – Drei blaue Panther (1968) (Vorlage nicht von C.H. Guenter)
- Kommissar X – Drei goldene Schlangen (1969) (Vorlage nicht von C.H. Guenter)
- Kommissar X jagt die roten Tiger (1971) (Vorlage nicht von C.H. Guenter)

- Mister Dynamit – Morgen küßt Euch der Tod (1967) (nach dem allerersten MD-Pabel-TB Nr. 212 von C.H. Guenter)